# Harkány
Harkány (pronunciació: [ˈhɒɾkaːɲ]) és una ciutat d'Hongria. Situada a la província de Baranya, molt a prop de la frontera amb Croàcia, és famosa per mor del termalisme, font principal d'ingressos de la població.

## Ciutats agermanades
- Crikvenica, Croàcia
- Trogir, Croàcia
- Szczawnica, Polònia
- Hajdúböszörmény, Hongria
- Bruchköbel, Alemanya
- Kurtxàtov, Rússia
- Băile Tușnad, Romania
- Bačko Petrovo Selo, Sèrbia